# برج اولمیلته
برج اولمیلته (کره‌ای: 을밀대; هانجا: 乙密臺) بنایی است که در اواسط قرن ششم میلادی به عنوان شمالی‌ترین بخش دیوار داخلی  قلعه پیونگ‌یانگ در امپراتوری گوگوریو ساخته شد. این عمارت در دامنه قله یولمیل‌بونگ، واقع در کوه کومسوسان در منطقه جونگ-گو شهر پیونگ‌یانگ قرار دارد. 
درباره ریشه نام «اولمیلته» دو روایت وجود دارد: یکی حکایت از آن دارد که پری‌ای به نام اولمیل از آسمان به این مکان فرود آمد و شیفته مناظر خیره‌کننده آن شد و در آنجا به بازی پرداخت؛ روایت دیگر حاکی از آن است که ژنرال اولمیل، فرزند ژنرال اولچی موندوک، برای دفاع از این مکان جنگیده است. 
نمای کنونی این بنا در سال ۱۷۱۴ میلادی (چهلمین سال سلطنت پادشاه سوکجونگ) طی بازسازی پایه‌های ستون آن مرمت شد. اولمیلته همچنین به دلیل تحصن کانگ جوریونگ، فعال کارگری، در سال ۱۹۳۱ شهرت یافته و آخرین بار در سال ۱۹۶۰ بازسازی شده است.
این بنا بر روی پایه‌ای به ارتفاع ۱۱ متر ساخته شده و دارای سقفی شیروانی با یک طبقه است که در نمای جلویی ۳ دهانه (۷.۴۶ متر) و در کناره‌ها ۲ دهانه (۵.۲۹ متر) دارد. ستون‌های آن از یک پایه سنگی مربع‌شکل به ارتفاع حدود ۱ متر تشکیل شده‌اند که ستون‌های آویزان به آن‌ها متصل شده‌اند تا از بنا در برابر باد و باران محافظت کنند. مناظر اطراف چنان چشم‌نواز است که «بازی بهاری اولمیلته» به عنوان یکی از «هشت منظره دیدنی پیونگ‌یانگ» شناخته می‌شود.

## نگارخانه

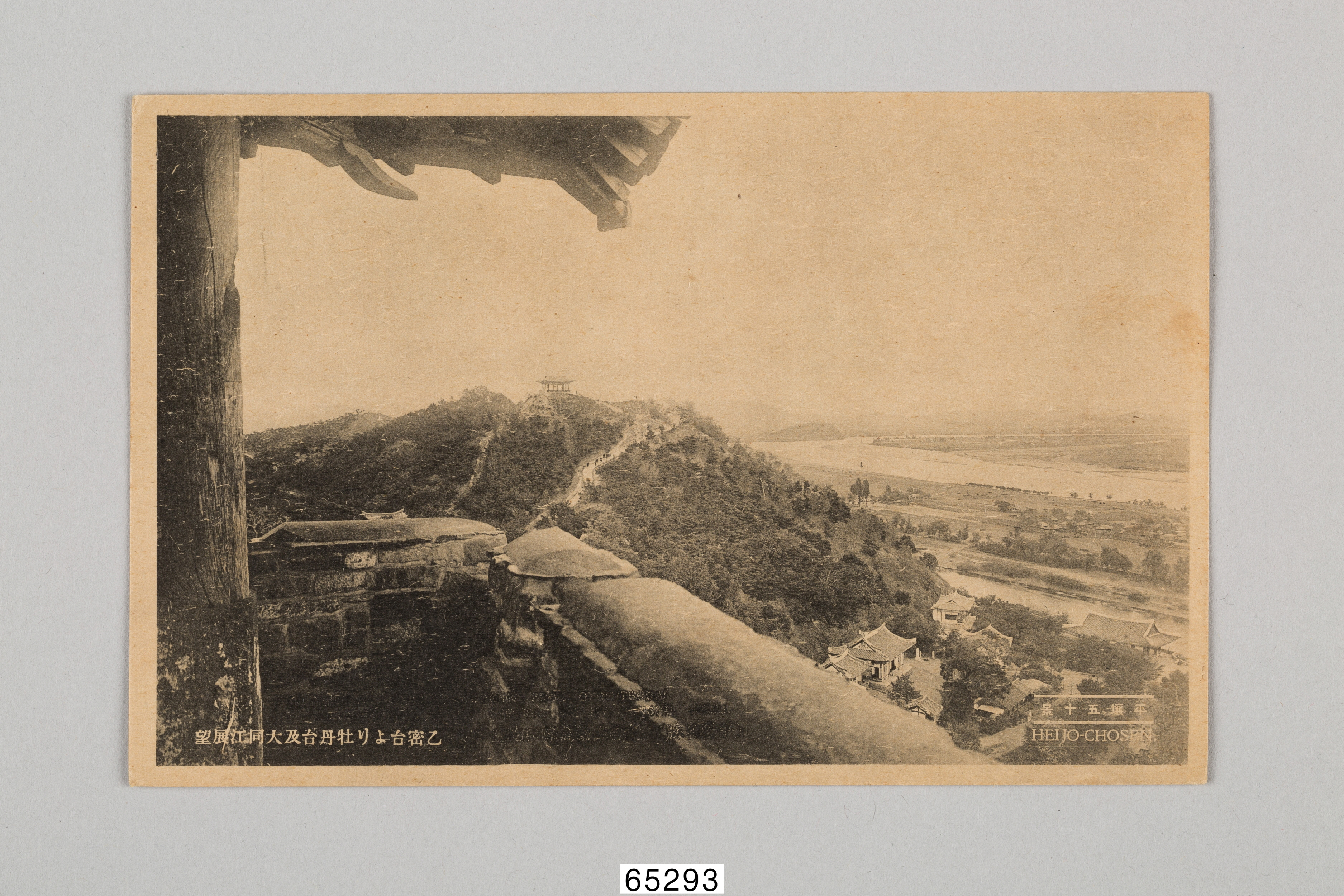
نمای پانوراما از مورانبونگ و رودخانه تائدونگ از فراز یولمیلدائه. عکس قبل از آزادسازی گرفته شده است.